# Flashkromatografi
Flashkromatografi är en preparativ vätskekromatografisk reningsmetod som utvecklades av W. Clark Still, Michael Kahn och Abhijit Mitra 1978. Det är en snabb och effektiv separationsteknik för organiska föreningar av liknade polaritet. Idag används den nästan rutinmässigt för alla slags separationer inom olika fält av den organiska kemin. Traditionellt utförs flashkromatografi i glaskolonner av varierande längd och diameter fyllda med en stationärfas, ofta silika (SiO2). Den med tryckluft eller kvävgas trycksatta mobilfasen pressas genom stationärfasen med en betydligt högre hastighet än vad som uppnås genom gravitation. 
Som underlag för val av mobilfas används vanligen tunnskiktskromatografi då god separation från övriga produkter samt ett Rf-värde 0,2-0,3 för den önskade produkten ofta eftersträvas. Vanliga mobilfaser är blandningar av petroleumeter/etylacetat, toluen/etylacetat, diklormetan/metanol etc., ofta med tillsats av baser eller syror såsom trietylamin och ättiksyra beroende på analytens egenskaper.
Idag har diverse förpackade kolonner och pumpar med mera (ersättare för tryckluften) utrustade med mer eller mindre automation börjat vinna terräng.